# 青森県立五所川原高等学校
青森県立五所川原高等学校（あおもりけんりつ ごしょがわらこうとうがっこう, Aomori Prefectural Goshogawara High School）とは、青森県五所川原市中平井町に所在する公立の高等学校。通称「五高」（ごたか・ごこう）。

## 概要
歴史
1909年（明治42年）創立の「五所川原女子尋常高等小学校補習科」を前身とする。県立女学校としては、4番目に成立した。その後、実業学校・高等女学校を経て、1948年（昭和23年）の学制改革により新制高等学校となった。新制高校となった当初は女子校であったが、翌1949年（昭和24年）には校名から「女子」を除き、男女共学を開始した。1971年（昭和46年）には衛生看護科を、1995年（平成7年）には理数科を設置した。2004年（平成16年）には衛生看護科を廃止し、現在は全日制課程が普通科・理数科の2学科、定時制課程が普通科の1学科となっている。現在では、選抜性の高い大学への進学に対応した取組とともに、医師や弁護士等の高度な国家資格の取得に向けた志を育成する取組、グローバル教育や理数教育等の特定の分野の学習における先進的取り組みを行う青森県西部の重点校として指定された。津軽地方では青森高校、弘前高校と共に指定され国内外で活躍する人材の育成が期待される。
創立年の改定について
2003年（平成15年）の同窓会総会において創立起算年が改定された。改定前（創立70周年まで）は（町立）五所川原高等女学校の創立した1929年（昭和4年）を起点として創立年が数えられていたが、改定後（創立100周年から）はそれをさらにさかのぼって、五所川原女子尋常高等小学校に補習科が設置された1909年（明治42年）を起点として数えられるようになった。2019年に創立110周年を迎え、記念式典が行われた。
設置課程・学科
全日制課程 2学科（学年制・修業年限3年）
- 普通科
- 理数科

定時制課程 1学科（単位制・修業年限3年以上・夜間）
- 普通科 - 他の高等学校の通信制課程と併せて学ぶこと（定通併修）により3年で卒業することが可能である（三修制）。

校訓
「敬愛・叡知・進取」（けいあい・えいち・しんしゅ）
学校標語
「力行天下第一」（りっこうてんかだいいち）
- 「努力することに関しては世の中で一番であれ」・「努力を重ねて世の中で第一人者となれ」という意味。
校章
校歌
1956年（昭和31年）に制定。作詞は近藤忠義、作曲は岡利次郎による。歌詞は3番まであり、各番に校名の「五所川原」が登場する。また1番に「敬愛」、2番に「叡智」、3番に「進取」と校訓が入っている。
通学手段
徒歩、自転車、電車、バスなど。
制服
全日制課程 - 男子の冬服は黒詰襟学生服・黒スラックス・白ワイシャツ、女子の冬服はセーラー服（襟、袖、胸ポケットに臙脂色のライン）
定時制課程 - 制服はない。
教育課程の特色
理数科
2年時に課題研究があり、同様に理数科が存在した青森県立八戸北高等学校、青森県立三本木高等学校とともに「理数科三校合同発表会」が弘前大学で行われていた。しかし他の2校で理数科の廃止が決定されたため、2012年度（平成24年度）からは「理数系課題研究発表会」に改称し、3校合同での発表会を継続している。
同窓会
「幾代ヶ丘同窓会」（いくよがおか）と称している。

## 沿革
旧制・高等女学校時代
- 1909年（明治42年）4月1日 - 五所川原女子尋常高等小学校に補習科が併置される。
  - 「五所川原女子尋常高等小学校補習科」
- 1913年（大正2年）4月1日 - 「五所川原女子実業補習学校」と改称。
- 1922年（大正11年）4月19日 - 「五所川原実業女学校」と改称。
- 1927年（昭和2年）4月1日 - 「五所川原実科高等女学校」に改称。
- 1929年（昭和4年）4月1日 - 「五所川原高等女学校」に改称。
- 1930年（昭和5年）10月5日 - 校舎が完成。
- 1933年（昭和8年）
  - 4月1日 - 青森県に移管され、「青森県立五所川原高等女学校」と改称。
  - 11月30日 - 寄宿舎が完成し、「拓心寮」と命名。
- 1938年（昭和13年）4月1日 - 寄宿舎を増設。
- 1942年（昭和17年）7月31日 - 北校舎4教室を増築。
- 1943年（昭和18年）4月1日 - 高等女学校令が廃止され、中等学校令が施行される。
- 1944年（昭和19年）- 勤労動員が開始。
- 1945年（昭和20年）
  - 4月1日 - 学校での授業が停止される。ただし勤労動員は継続される。
  - 8月 - 終戦。
  - 9月 - 授業を再開。
- 1946年（昭和21年）4月1日 - 修業年限を5年とする（ただし4年修了時点で卒業することもできた）。
- 1947年（昭和22年）4月1日 - 学制改革（六・三制の実施）が行われる。
  - 高等女学校の生徒募集を停止。
  - 新制中学校を併設し（名称:青森県立五所川原高等女学校併設中学校、以下・併設中学校）、高等女学校1・2年修了者を新制中学校2・3年生として収容。
  - 併設中学校は経過措置としてあくまで暫定的に設置されたため、新たに生徒募集は行われず、在校生が2・3年生のみの中学校であった。
  - 高等女学校3・4年修了者はそのまま在籍し、4・5年生となった（ただし4年修了時点で卒業することもできた）。

新制高等学校
- 1948年（昭和23年）
  - 4月1日 - 学制改革（六・三・三制の実施）により高等女学校が廃止され、新制高等学校「青森県立五所川原女子高等学校」が発足。
    - 通常制普通課程を設置。修業年限を3年とする。
    - 高等女学校卒業者（5年修了者）を新制高校3年生、高等女学校4年修了者を新制高校2年生、併設中学校卒業者（3年修了者）を新制高校1年生として収容。
    - 併設中学校を継承し（名称:青森県立五所川原女子高等学校併設中学校）、在校生が1946年（昭和21年）に高等女学校へ入学した3年生のみとなる。

  - 5月1日 - 昼間部定時制を併置。
- 1949年（昭和24年）
  - 3月31日 - 「青森県立五所川原高等学校」と改称。併設中学校を廃止。
  - 4月1日 - 男女共学を開始。
  - 6月 - 昼間定時制を青森県立五所川原農林高等学校に移管。
  - 10月 - 夜間定時制を併置。
- 1952年（昭和27年）6月1日 - 水元村に水元分校（定時制）を設置（分校の設置者は水元村）。
- 1960年（昭和35年）9月 - 校舎を増築。
- 1961年（昭和36年）12月 - 講堂と音楽室を増築。
- 1962年（昭和37年）9月 - 普通教室を増築。
- 1963年（昭和38年）
  - 4月1日 - 通常制普通課程を全日制課程普通科に改称。水元分校と青森県立板柳高等学校鶴田分校が統合され、鶴田分校（定時制）と改称（分校の設置者は鶴田町）。
    - 町村合併により水元村が鶴田町に統合されたことによる。

  - 8月 - 普通教室を増築。
- 1966年（昭和41年）
  - 3月31日 - 家庭経営実習室・柔道室「五高研修場」が完成。
  - 4月1日 - 鶴田分校が青森県に移管され、県立の分校となる。
- 1970年（昭和45年）
  - 4月1日 - 鶴田分校が全日制課程に転換。
  - 7月3日 - 新校舎（一部完成）に移転。
  - 12月8日 - 新校舎が完成。
- 1971年（昭和46年）
  - 4月1日 - 全日制課程に衛生看護科を設置。
  - 7月3日 - 運動場敷地を購入。
- 1972年（昭和47年）3月14日 - 衛生看護科の校舎が完成。
- 1973年（昭和48年）3月20日 - 体育館が完成。
- 1974年（昭和49年）4月1日 - 鶴田分校が分離し、青森県立鶴田高等学校として独立。
- 1975年（昭和50年）9月30日 - 五高会館（同窓会館）が完成。
- 1976年（昭和51年）3月31日 - 寄宿舎「拓心寮」を閉鎖。
- 1977年（昭和52年）8月27日 - 武道館と第二体育館が完成。
- 1978年（昭和53年）8月26日 - 五十周年記念館が完成。
- 1979年（昭和54年）10月5日 - 創立50周年記念式典を挙行。
- 1982年（昭和57年）8月10日 - プールが完成。
- 1995年（平成7年）4月1日 - 全日制課程に理数科を設置。
- 1996年（平成8年）9月25日 - 財団法人青森県立五所川原高等学校後援会理事長から部室が寄贈される。
- 1997年（平成9年）4月1日 - 定時制課程の修業年限が3年以上となる。
- 1999年（平成11年）3月20日 - 情報処理教室を改修。
- 2000年（平成12年）4月1日 - 定時制課程を単位制に変更。
- 2001年（平成13年）4月1日 - 前期・後期の2学期制に変更。
- 2002年（平成14年）3月31日 - 衛生看護科の生徒募集を停止。
- 2003年（平成15年）5月22日 - 幾代ヶ丘同窓会定時総会にて、創立起算年を従来の1929年（昭和4年）から1909年（明治42年）に変更することが決定される。
- 2004年（平成16年）3月31日 - 衛生看護科を廃止。
- 2007年（平成19年）4月1日 - 6年ぶりに3学期制に戻る。
- 2009年（平成21年）10月3日 - 創立100周年記念式典を挙行。
- 2010年（平成22年）4月 - 青森県立五所川原高等学校東校舎を閉校する。
- 2014年（平成26年） - 今年度入学生より、普通科・理数科のくくり募集開始。2学年より文系・理系・理数科への学級編成となる。[2]
- 2019年(令和元年) 10月5日 - 創立110周年記念式典を挙行。

## 学校行事
全日制課程
3学期制
1学期
- 4月 - 入学式・始業式
- 5月 - 第1回定期考査
- 6月 - 高校総体・同窓生による講演会・第2回定期考査・遠足
- 7月 - 五高祭（文化祭）・競技大会・オープンスクール
- 8月前半 - 立佞武多運行・夏期講習

2学期
- 8月後半 -運動会
- 9月 -生徒会役員選挙・第3回定期考査
- 10月 - 芸術鑑賞
- 11月 - 2年修学旅行・第4回定期考査
- 12月 - 冬期講習

3学期
- 1月 - 冬期講習・大学入学共通テスト
- 2月 - 第5回定期考査
- 3月 - 卒業式

定時制課程
2学期制
前期
- 4月 - 入学式・新入生歓迎会・交通安全教室
- 5月 - 薬物乱用防止教室
- 6月 - 定通総体
- 7月 - 五高祭
- 8月 - 夏季休業
- 9月 - 遠足・校内生徒生活体験発表

後期
- 10月 - 校内体育祭・青森県生徒生活体験発表・北五地区体育大会
- 11月 -
- 12月 - 修学旅行・校内芸術鑑賞会
- 1月 - 冬季休業
- 2月 - 卒業生を送る会
- 3月 - 卒業式

## 部活動
全日制課程
運動部
- 陸上競技部
- 硬式野球部
- 水泳部
- 卓球部
- 硬式テニス部
- 剣道部
- 柔道部
- 弓道部
- 空手道部
- バスケットボール部
- バレーボール部
- バドミントン部
- サッカー部

文化部
- 音楽部
- 演劇部
- 吹奏楽部
- 放送部
- 書道部
- 化学部
- 競技かるた部

同好会
- 立佞武多同好会
- 軽音楽同好会
- 食物同好会
- 国際理解研究同好会
- 美術同好会
- 漫画・イラスト同好会

定時制課程
運動部
- 陸上部
- バスケットボール部
- バドミントン部
- 卓球部

## 交通アクセス
最寄りの鉄道駅
- 東日本旅客鉄道（JR東日本）五能線「五所川原駅」・津軽鉄道線「津軽五所川原駅」より徒歩10分

最寄りのバス停
- 弘南バス「柏原町」停留所より徒歩3分
  - 五所川原-藻川線
  -  ＥＬＭ-若葉環状線

- 弘南バス「大町」停留所より徒歩7分

## 著名な出身者
- 三上寛（シンガーソングライター）
- 稲葉繭子（青森テレビ 元アナウンサー）
- 澤田長二郎（津軽鉄道社長）
- 村上大（プロバスケットボール選手）
- 米塚義定（柔道家）
- 藤田健次（版画家 漫画家 エッセイスト）
- 竹浪比呂央（ねぶた 作家 )
- 坂本三成（俳優）
- 山川裕隆（元時事通信社解説委員 ）
- 成田晋（青森銀行代表取締役頭取)
- 渋谷修（元衆議院議員）
- 佐々木孝昌 （五所川原市長)
- 倉光弘昭（つがる市長)
- 櫛引ユキ子（青森県議会議員)
- 泉谷治（法政大学名誉教授)
- 佐原若子（衆議院議員）
- 隠岐彩夏（ソプラノ歌手）
- 濱舘豊光(中泊町長)